# Axonkägla

Schematisk bild av en neuron, axonkäglan är utmärkt vid punkt 11.
1. Korniga endoplasmatiska nätverket (Nisslkropp) 2. Polysomer 3. Ribosomer 4. Golgiapparaten 5. Cellkärna 6. Nukleol 7. Cellmembran 8. Mikrotubuli 9. Mitokondrie 10. Glatta endoplasmatiska nätverket 11. Axonkägla 12. Cellkärna (Schwanncell) 13. Synaps (axosomatisk) 14. Synapser (axodendritiska) 15. Dendriter 16. Axon 17. Neurotransmittor 18. Receptor 19. Synaps 20. Cellskelett 21. Myelinskida (Schwanncell) 22. Ranviernod 23. Axonterminal 24. Synapsvesikel 25. Synaps (axoaxonisk) 26. Synapsspalt

Axonkäglan är en utbuktning av nervcellen precis i början av axonet. Det är i detta område som summan av stimulerande och inhiberande signaler omsätts till en faktisk depolarisering av nervcellen, detta eftersom detta område är speciellt känsligt för spänningsskillnader. Denna känslighet kommer ifrån att det har tätt med spänningskänsliga natrium- och kaliumjonkanaler. Området kallas också för "det initiala segmentet", eller IS.
På engelska heter området "axon hillock" och idag kallas den oftast helt enkelt "axonhals".
Urklipp ur kursmaterial ang. reaktion och axonhalsen:
"Neurotransmittorer som depolariserar det postsynaptiska membranet är excitatorisk, stimulerande och skapar en excitatorisk postsynaptisk potential (EPSP).
Neurotransmittorer som hyperpolariserar det postsynaptiska membranet är inhibitorisk, hämmande och skapar en inhibitorisk postsynaptisk potential (IPSP).
Hos de flesta neuron är det axonhalsen (axon hillock) som utgör det kritiska området där “beslutet” tas om en aktionspotential ska utlösas.
Membranet vid axonhalsen är inte myeliniserat och innehåller många spänningstyrda jonkanaler.
Aktiviteter vid synapser sprider sig genom nervcellkroppen som graderade potentialer. Om den resulterande summationen av dessa graderade potentialer depolariserar axonhalsen till sitt tröskelvärde utlöses en aktionspotential.
Synapser som finns nära axonhalsen har större påverkan eftersom effekten av graderade potentialer avtar med avståndet."